# Gowarzewo
Gowarzewo – wieś w Polsce położona w województwie wielkopolskim, w powiecie poznańskim, w gminie Kleszczewo.
Wieś szlachecka położona była w 1580 roku w powiecie poznańskim województwa poznańskiego. W latach 1975–1998 miejscowość administracyjnie należała do województwa poznańskiego.
Wierni kościoła rzymskokatolickiego należą do parafii pw. Narodzenia NMP w Tulcach.

## Geografia

### Położenie
Wieś leży na terenie Równiny Wrzesińskiej, bezjeziornej równiny morenowej. Gowarzewo znajduje się na wschód od Poznania, stolicy regionu. Miejscowości dzieli około 14-15 kilometrów. Gowarzewo leży 87 metrów nad poziomem morza. Przez wieś przepływa rzeka Kopel.
Do miejscowości leżących najbliżej administracyjnych granic wsi, należą: Kruszewnia, Siekierki Wielkie, Trzek, Tanibórz, Tulce i Szewce.
W systemie identyfikatorów i nazw miejscowości (SIMC) Gowarzewo ma identyfikator 0585087.

### Klimat
Wieś, jak i cały obszar Gminy Kleszczewo, jest położona w środkowopolskim regionie klimatycznym. Dominują wiatry zachodnie, zaś ilość opadów w ciągu roku waha się od 500 do 550 mm. Średnia temperatura w styczniu wynosi od –1 °C do –5 °C, a w lipcu od +17 °C do +19 °C, lecz ekstremalne wartości dochodzą do 38 °C latem i –30 °C zimą.

### Geografia osadnictwa
Gowarzewo bywa określane jako owalnica, lub wieś o typie wielodrożnicy. Posiada zwartą zabudowę zagrodową, rozciągającą się promieniście wzdłuż trzech dróg. 

## Historia
W 1253, w czasie lokacji Poznania, książę wielkopolski Przemysł I zamienił swoje włości w Dębnicy, Gowarzewie, Konarskich, Waliszewie i Solcu na należący do kapituły archidiecezji gnieźnieńskiej Tymieniec.
Po raz pierwszy Gowarzewo, jako wieś szlachecka, było wzmiankowane w 1387 roku, przy okazji pozwania Jutki z Knyszyna przez matkę nieznanej z imienia właścicielki wsi. Spekuluje się, że mogła nią być Hanka – żona Szymona z Byliny, albo bratowa pierwszego znanego właściciela, Wincentego „Sieroty”. Razem z braćmi Hińczą i Adamem, występował on w dokumentach dotyczących wsi w latach 1399–1418.
W okresie do 1434 w zapiskach dotyczących wsi pojawił się Jan, jako pierwszy korzystający z nazwiska Gowarzewski.
Wieś w drugiej połowie XV wieku dzieliła się na część Gowarzewskich i Komornickich (ci drudzy pojawili się w Gowarzewie w połowie wieku). W XVI wieku część odziedziczyła również rodzina Jemieleńskich.
Status quo zmienił w 1544 roku Andrzej Gowarzewski (dworzanin Łukasza Górki) sprzedając swoje dobra Janowi Wydzierzewskiemu. Potem w 1575 Gowarzewscy wrócili do wsi poprzez odkupienie swojej części, jednakże do 1615 kustosz poznański Łukasz Wydzierzawski oraz ksiądz Stanisław Wydzierzawski skupili całe Gowarzewo i przekazali jezuitom. Wieś wyszła z ich dóbr w 1776 roku.
Na pierwszą połowę XVII wieku datuje się powstanie cmentarzyska w Gowarzewie. Prawdopodobnie należało ono do lokalnej wspólnoty ewangelickiej, która mogła zostać wygnana ze wsi w okresie prześladowań czasu potopu szwedzkiego.
Pod koniec XIX wieku Niemcy zbudowali we wsi dwór, a w 1903 powstał odcinek Szewce – Gowarzewo Średzkiej Kolei Powiatowej. Od 1936 do 1939 sołtysem był Stefan Górka, a zastępcą Władysław Socha – obaj powstańcy wielkopolscy, pierwszy represjonowany w PRL jako kułak. Socha natomiast ukrywał się w czasie II wojny światowej przed Niemcami, którzy wydali na niego wyrok śmierci. W trakcie wojny mieszkańcy wsi, Kazimierz Sroka i jego żona Leokadia, ukrywali żydowską dziewczynkę, Felicję Brym. Na podstawie tych wydarzeń powstał film: Oczami dziecka – Felicja z Poznania. 22 stycznia 1945 dwóch mieszkańców Gowarzewa, Leon Siwek i Władysław Szłapka, zostało zastrzelonych przez żołnierzy Armii Czerwonej.
Po 1945 roku, dawniej protestancka kaplica zyskała katolicki charakter, w 1986 kupiono krzyż, który przed nią stanął, zaś w 1998 przeszła remont generalny. We wsi istniał również protestancki cmentarz, do czasu przeniesienia resztek nagrobków do Poznania w latach 70. Między 1952, a 1954 zlikwidowano odcinek Szewce – Gowarzewo Średzkiej Kolei Powiatowej, ze względu na reorganizację kolei wąskotorowych przez PKP i zmniejszenie rozstawu szyn.
Od 2021 roku, we wsi co roku ma miejsce „Zlot klasyków PRL”, w trakcie którego do Gowarzewa przybywają właściciele samochodów wyprodukowanych w czasach zimnej wojny. Organizatorami wydarzenia są Gminny Ośrodek Kultury i Sportu w Kleszczewie, Urząd Gminy w Kleszczewie oraz Daniel Iczakowski.

## Urodzeni w Gowarzewie
- Piotr Figas (1894–?) – uczestnik powstania wielkopolskiego, odznaczony Wielkopolskim Krzyżem Powstańczym[17].
- Bronisław Nickiel (1897–?) – uczestnik powstania wielkopolskiego[17].
- Franciszek Zygmunt (1898–?) – żołnierz armii niemieckiej, uczestnik powstania wielkopolskiego i wojny polsko-bolszewickiej[17].
- Władysław Orczykowski (1899–1919) – żołnierz Legionów Polskich, armii niemieckiej i podoficer Wojska Polskiego, kawaler Orderu Virtuti Militari.
- Antoni Zygmunt (1900–1981) – uczestnik powstania wielkopolskiego[17].
- Leon Siwek (1915–1945) – miejscowy rolnik, rozstrzelany przez żołnierzy Armii Czerwonej za przymusowe pomaganie wycofującym się Niemcom[20].

## Budynki użyteczności publicznej

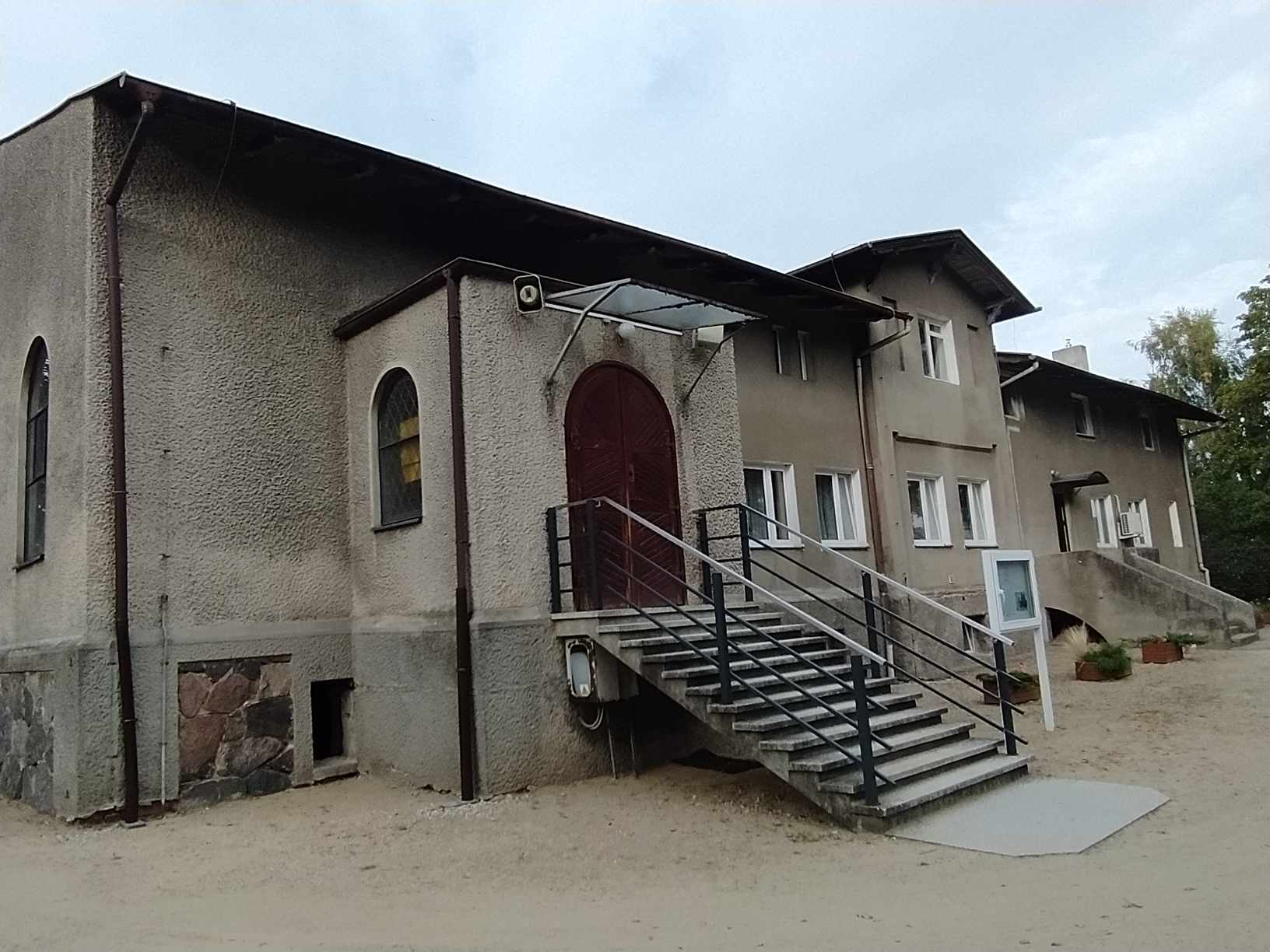
Dworek w Gowarzewie mieszczący kaplicę

We wsi znajdują się dwa przedszkola, posiadające 10 oddziałów, co zapewnia 200 miejsc (dane za rok 2021).
We dworze mieści się kaplica Św. Stanisława Kostki, zaś kościół pod wezwaniem tego samego patrona jest nadal w budowie. Oba obiekty kultu religijnego stanowią część Parafii Rzymskokatolickiej pw. Narodzenia NMP w Tulcach.
W Gowarzewie istnieje również oddział Ochotniczej Straży Pożarnej, czy boisko piłkarskie, gdzie swoje mecze tymczasowo rozgrywała Clescevia Kleszczewo, do momentu zakończenia remontu stadionu w Kleszczewie.

## Transport
Gowarzewo znajduje się w bezpośrednim sąsiedztwie przebiegających przez gminę Kleszczewo odcinków autostrady A2, drogi ekspresowej S5, drogi wojewódzkiej nr. 434 Kleszczewo – Rawicz, oraz licznych dróg powiatowych.
Podstawą transportu zbiorowego we wsi są autobusy, w tym linie 431, 432, oraz 433 zintegrowane od 2017 roku z systemem transportu zbiorowego Miasta Poznania. Gowarzewo znalazło się tym samym w strefie taryfowej B można również dojechać do Swarzędza darmową linia 489 kursująca w dni robocze od września do czerwca.

## Wybory

### Wybory parlamentarne
Jedyną we wsi komisją wyborczą jest Obwodowa Komisja Wyborcza numer 2, której siedziba mieści się w świetlicy wiejskiej przy ulicy Strzeleckiej. Nie jest przystosowana dla osób niepełnosprawnych. W jej granicach znajdują się również Komorniki, Szewce i Tanibórz. Gowarzewo należy do sejmowego okręgu wyborczego nr 39 i senackiego nr 90.
| Komitet wyborczy | Komitet wyborczy                                  | Głosy  | Głosy |
| Komitet wyborczy | Komitet wyborczy                                  | Liczba | %     |
| ---------------- | ------------------------------------------------- | ------ | ----- |
|                  | KKW Koalicja Obywatelska PO.N IPL Zieloni         | 988    | 43,41 |
|                  | KKW Trzecia Droga PSL–Polska 2050 Szymona Hołowni | 471    | 20,69 |
|                  | Prawo i Sprawiedliwość                            | 371    | 16,30 |
|                  | Nowa Lewica                                       | 237    | 10,41 |
|                  | Konfederacja Wolność i Niepodległość              | 150    | 6,59  |
|                  | Bezpartyjni Samorządowcy                          | 59     | 2,59  |

| Kandydat | Kandydat           | Komitet wyborczy                          | Głosy  | Głosy |
| Kandydat | Kandydat           | Komitet wyborczy                          | Liczba | %     |
| -------- | ------------------ | ----------------------------------------- | ------ | ----- |
|          | Waldy Dzikowski    | KKW Koalicja Obywatelska PO.N IPL Zieloni | 1 781  | 79,65 |
|          | Dorota Barełkowska | Prawo i Sprawiedliwość                    | 455    | 20,34 |

### Wybory prezydenckie
Również w wyborach prezydenckich jedyna w Gowarzewie komisja znajduje się w świetlicy wiejskiej, obejmując Komorniki Szewce i Tanibórz.
| Kandydat                         | Głosy  | Głosy |
| Kandydat                         | Liczba | %     |
| -------------------------------- | ------ | ----- |
| Rafał Kazimierz Trzaskowski      | 665    | 41,41 |
| Szymon Franciszek Hołownia       | 439    | 27,33 |
| Andrzej Sebastian Duda           | 318    | 19,80 |
| Krzysztof Bosak                  | 93     | 5,79  |
| Władysław Marcin Kosiniak-Kamysz | 40     | 2,49  |
| Robert Biedroń                   | 39     | 2,43  |
| Waldemar Włodzimierz Witkowski   | 5      | 0,31  |
| Stanisław Józef Żółtek           | 4      | 0,24  |
| Paweł Jan Tanajno                | 2      | 0,12  |
| Mirosław Mariusz Piotrowski      | 1      | 0,06  |
| Marek Jakubiak                   | 0      | 0,0   |

| Kandydat                    | Głosy  | Głosy |
| Kandydat                    | Liczba | %     |
| --------------------------- | ------ | ----- |
| Rafał Kazimierz Trzaskowski | 1224   | 71,63 |
| Andrzej Sebastian Duda      | 485    | 28,37 |

### Wybory do Parlamentu Europejskiego
Na czas wyborów do Parlamentu Europejskiego jedyna we wsi komisja powstaje w świetlicy wiejskiej, również obejmując sąsiednie sołectwa. Gowarzewo znajduje się w okręgu wyborczym nr 7.
| Kandydat | Kandydat                                         | Głosy  | Głosy |
| Kandydat | Kandydat                                         | Liczba | %     |
| -------- | ------------------------------------------------ | ------ | ----- |
|          | KKW Koalicja Europejska PO PSL SLD.N Zieloni     | 517    | 50,99 |
|          | Prawo i Sprawiedliwość                           | 256    | 25,25 |
|          | Wiosna Roberta Biedronia                         | 130    | 12,82 |
|          | KWW Kukiz'15                                     | 53     | 5,23  |
|          | KWW Konfederacja KORWiN Braun Liroy Narodowcy    | 51     | 5,03  |
|          | KKW Lewica Razem – Partia Razem, Unia Pracy, RSS | 7      | 0,69  |

### Wybory samorządowe
W czasie wyborów do rady gminy tworzy się na terenie sołectwa Gowarzewo trzy okręgi wyborcze: nr 7 nr 8 i nr 9. W każdym z nich dochodzi do wyboru jednego kandydata do rady gminy (z 15 łącznie). Komisja znajdująca się w świetlicy wiejskiej przy ulicy Swarzędzkiej obejmuje wszystkie trzy okręgi do rady gminy, okręg nr 7 w wyborach do rady powiatu w Poznaniu, okręg nr 3 wyborach do sejmiku województwa wielkopolskiego oraz jeden z okręgów w wyborach wójta gminy Kleszczewo.